# 布鎌村
布鎌村（ふかまむら）は、千葉県印旛郡に存在した村。
栄町の地名「布鎌酒直」のほか、栄町立布鎌小学校、将監川に架かる布鎌大橋にその名をとどめている。

## 地理
現在の栄町の西部に位置する。利根川と長門川および将監川に囲まれた地域。
古くから利根川の洪水に苦しんだ地域であったため輪中が形成されており、住居は「水塚」の形態が採られており揚舟も備えられ、住居の周囲には防風や土盛りの流出を防ぐ「屋敷林」が植えられていた。布鎌村の地域では広々とした水田の中に水塚のある屋敷が点在する特徴的な景観となっており、印西市本埜村とともに「ちば文化的景観」に登録されている。

## 歴史
布鎌村の地域は寛永の頃から比較的高所の4新田（北・西・南・下和田）の開発が始まるが、東側の埴生郡安食村と西側の相馬郡布川村の間で所属をめぐって論争が生じていた。1657年（明暦3年）に旗本・本多氏領の印旛郡大瀬野村として成立し、1662年（寛文2年）から1666年（寛文6年）の新利根川開削に伴う代替地に指定されたこともあり、1673年（延宝元年）の検地までに利右衛門・七右衛門・源五左衛門・太郎右衛門・中谷・横須賀・押砂・四ツ谷・酒直・脇川・長門谷・四箇村・大森・押付・上曽根が相次いで開発された。
延宝の検地までに大瀬野村は「布鎌新田」と改称するが、検地の記録では「布鎌新田」としてではなく19新田が個別に把握されている。また、元禄年間に太郎右衛門新田、享保年間に請方新田が新たに加わるが、元禄郷帳以降の郷帳類でも「布鎌新田」の名前は用いられず、各新田の名前に「布鎌」を付して個別で記載されていた。ただし、1673年（元禄6年）以後は各村が年番で割元名主を務めており、年貢などは「布鎌新田」として一括で納めていたと思われる。
「布鎌」の由来は、布川村の草刈場であったことから「布川村+草刈鎌」に因るとする説と、所属論争のときに安食村が「布に包んだ鎌」を証拠として提出して勝訴したことに因るとする説がある。

### 沿革
- 1889年（明治22年）4月1日 - 町村制施行に伴い、「布鎌」を冠していた酒直新田・下和田新田・四ツ谷新田・脇川新田・請方新田・長門谷新田・押付新田・上曽根新田・中谷新田・四箇村新田・太郎右衛門新田・南新田・西新田・大森新田に加え、三和村（源五左衛門新田・利右衛門新田・七右衛門新田）と北布鎌村（北新田・横須賀新田・押砂新田）が合併して発足。旧村名はそのまま大字となる[6]。
- 1955年（昭和30年）12月1日 - 安食町と合併し栄町が発足。布鎌村は消滅。
- 1968年（昭和43年） - 各大字が冠していた「布鎌」「新田」を廃す。ただし、「布鎌酒直新田」は旧安食町域に「酒直」が存在したため、「布鎌」がそのまま引き継がれた。同時に「下和田」は「和田」、「上曽根」は「曽根」、「太郎右衛門」は「布太」と改められた[6]。

| 1868年 以前 | 1868年 以前        | 明治8年          | 明治13年     | 明治22年 4月1日 | 昭和30年 12月1日 | 現在 |
| ----------- | ------------------ | ---------------- | ------------ | --------------- | ---------------- | ---- |
|             | 布鎌酒直新田       | 布鎌酒直新田     | 布鎌酒直新田 | 布鎌村          | 栄町             | 栄町 |
|             | 布鎌下和田新田     |                  |              | 布鎌村          | 栄町             | 栄町 |
|             | 布鎌四ツ谷新田     |                  |              | 布鎌村          | 栄町             | 栄町 |
|             | 布鎌脇川新田       |                  |              | 布鎌村          | 栄町             | 栄町 |
|             | 布鎌請方新田       |                  |              | 布鎌村          | 栄町             | 栄町 |
|             | 布鎌長門谷新田     |                  |              | 布鎌村          | 栄町             | 栄町 |
|             | 布鎌押付新田       |                  |              | 布鎌村          | 栄町             | 栄町 |
|             | 布鎌上曽根新田     |                  |              | 布鎌村          | 栄町             | 栄町 |
|             | 布鎌中谷新田       |                  |              | 布鎌村          | 栄町             | 栄町 |
|             | 布鎌四箇村新田     |                  |              | 布鎌村          | 栄町             | 栄町 |
|             | 布鎌太郎右衛門新田 |                  |              | 布鎌村          | 栄町             | 栄町 |
|             | 布鎌南新田         |                  |              | 布鎌村          | 栄町             | 栄町 |
|             | 布鎌西新田         |                  |              | 布鎌村          | 栄町             | 栄町 |
|             | 布鎌大森新田       |                  |              | 布鎌村          | 栄町             | 栄町 |
|             | 布鎌利右衛門新田   | 布鎌利右衛門新田 | 三和村       | 布鎌村          | 栄町             | 栄町 |
|             | 布鎌源五左衛門新田 |                  | 三和村       | 布鎌村          | 栄町             | 栄町 |
|             | 布鎌七右衛門新田   |                  | 三和村       | 布鎌村          | 栄町             | 栄町 |
|             | 布鎌北新田         | 北布鎌村         | 北布鎌村     | 布鎌村          | 栄町             | 栄町 |
|             | 布鎌横須賀新田     | 北布鎌村         | 北布鎌村     | 布鎌村          | 栄町             | 栄町 |
|             | 布鎌押砂新田       | 北布鎌村         | 北布鎌村     | 布鎌村          | 栄町             | 栄町 |

## 人口・世帯

### 人口
総数 [単位： 人]
| 1891年（明治24年） | 2,295 |
| 1950年（昭和25年） | 2,665 |

### 世帯
総数 [単位： 世帯]
| 1950年（昭和25年） | 492 |